# Dominique Luizet
Pour les articles homonymes, voir Luizet.
Marie Dominique Luizet, né à Saint-Cyr-au-Mont-d'Or le 26 janvier 1852 et mort à Aiffres le 6 novembre 1930,, est un botaniste français — chimiste de profession — connu pour avoir été un précurseur dans l’étude approfondie des saxifrages dactyloïdes.

## Biographie
Diplômé de l’Ecole centrale de Lyon, dont il est sorti major, il occupe durant plus de trente ans, à partir de 1871, un emploi de préparateur chimiste à l’usine de colorants Poirier de Saint-Denis, en banlieue parisienne,.
Parallèlement, de 1882 à 1890, entraîné en cela par sa femme, Alice Rabouin, passionnée de fleurs, il s’intéresse à la botanique et effectue des excursions dans diverses régions de France, ainsi qu’en Algérie, en  Italie et aux baléares, pour se constituer un herbier.
En 1886, Il devient membre de la Société botanique de France, sans toutefois s’y faire connaître autrement que par de brèves notes sur la flore d’Europe. 
Les deux décennies suivantes, il délaisse la botanique et quitte même la Société botanique de France en 1901. En 1904, il décide de quitter aussi l’industrie chimique et démissionne de son emploi à l’usine de colorants Poirier (avec la conséquence de se priver ainsi du bénéfice d’une pension de retraite future).
Mais, en 1910, il retrouve l’intérêt pour l’étude des plantes et réintègre la Société botanique de France. Sur la base de bonnes récoltes de Saxifrages réalisées dans les Pyrénées, il choisit de se consacrer à cette famille de plantes, et plus particulièrement au groupe des dactyloïdes.
Pour ce faire, il collabore avec deux autres botanistes : l’abbé Joseph Auguste Louis Soulié (1868-1930) et l’abbé Hippolyte Coste (1858-1924). Le premier cité récolte les plantes, le second les prépare en herbier, Luizet les étudie entre 1910 et 1913 et publie plusieurs notes sur les Saxifrages dactyloïdes des Pyrénées,. La guerre 14-18 interrompt son activité botanique.
En 1919, il s’installe avec son épouse sur la commune d’Aiffres, dans les Deux-Sèvres, où le couple mène une vie modeste et retirée, vivant de faibles ressources et de l’élevage de volailles et de chèvres.
Très affecté depuis le décès de son épouse survenu en 1924, il se laisse convaincre en 1928 par son ami, le docteur Guétrot (1873-1941), d’élaborer une synthèse de tous ses travaux sur les Saxifrages dactyloïdes, mais il décède en 1930, avant qu’il ait eu le temps de mener le projet à son terme. Toutefois, il fit legs de sa collection au Docteur Guétrot, lequel complétera la synthèse inachevée et la publiera en 1931 en supplément d’une édition de son propre ouvrage Plantes hybrides de France.

## Travaux

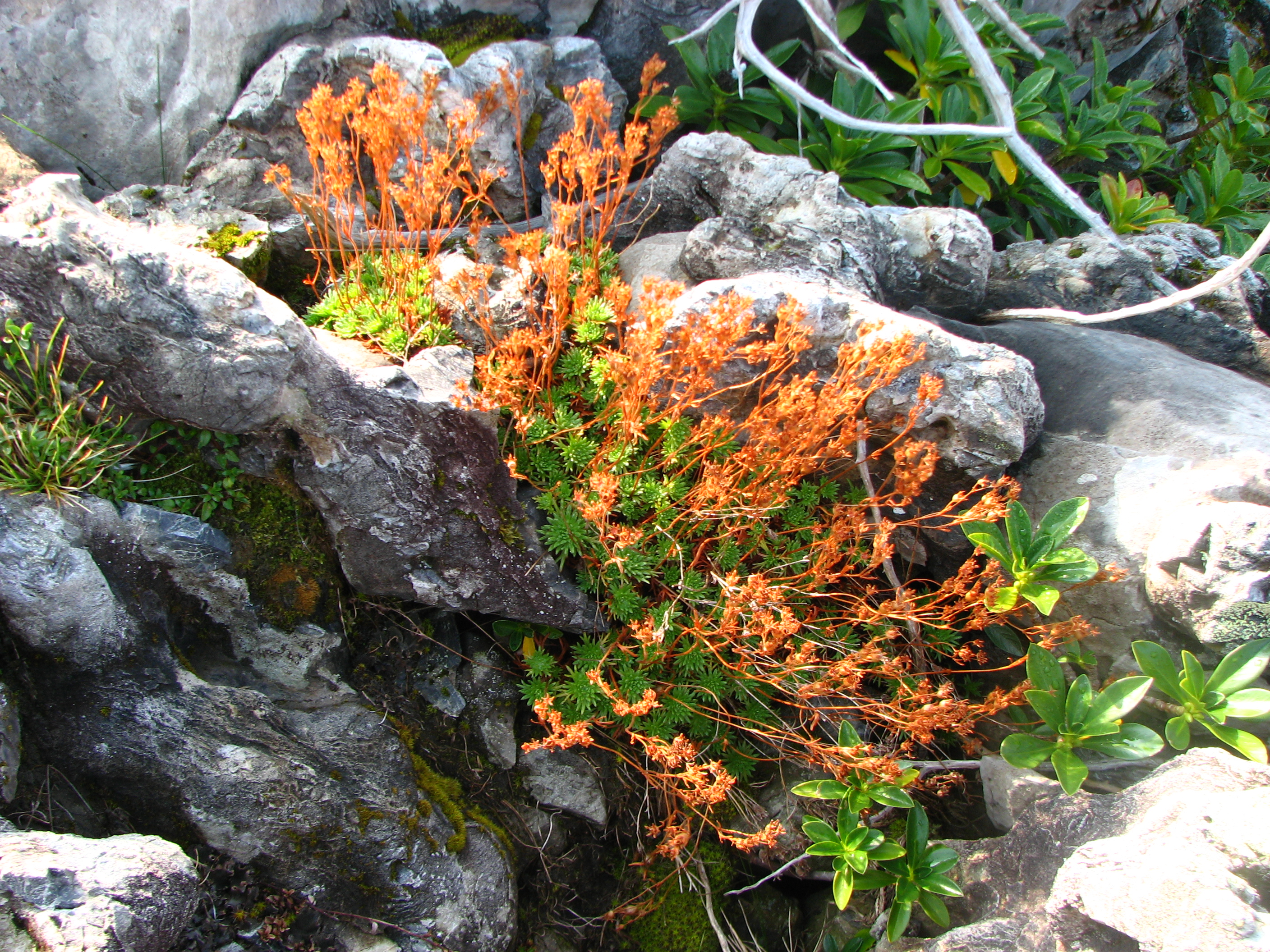
Saxifraga hariotii

Spécialiste des Saxifrages hybrides de la section Dactylites — espèces difficiles à analyser en raison de leurs ressemblances et polymorphismes — et auteur de nombreux travaux publiés notamment dans le Bulletin de la Société botanique de France (cf. infra : Publications), il est reconnu comme une référence en matière de description scientifique et de classification des plantes,.
Il est en outre l’auteur d’un important herbier, considéré comme d'intérêt majeur en botanique, constitué d’une collection de spécimens de Saxifraga L. riche en hybrides et types nomenclaturaux, et comportant de nombreuses dissections florales.
L’Herbier D. Luizet a été acquis en 1943 par le Muséum National d’Histoire Naturelle de Paris. Intégré dans les collections de l’Herbier national, il a fait l’objet, en 2010, d’une numérisation partielle accessible en ligne sur le site du Muséum.

## Publications
- Dominique Luizet, « Plantes rares des environs de Paris », Bulletin de la Société botanique de France, vol. 33, no 6,‎ 1886, p. 309-311 (DOI https://doi.org/10.1080/00378941.1886.10828458, lire en ligne, consulté le 29 septembre 2021)
- Dominique Luizet, « Compte rendu de l’herborisation de la Société botanique à Maisse (Seine-et-Oise) », Bulletin de la Société botanique de France, vol. 34, no 6,‎ 1887, p. 248-250 (DOI https://doi.org/10.1080/00378941.1887.10830248, lire en ligne, consulté le 29 septembre 2021)
- Dominique Luizet, « Herborisation Au Val Di Piora, Près Airolo, dans le Tessin septentrional », Bulletin de la Société botanique de France, vol. 35, no 1,‎ 1888, p. 75-81 (DOI https://doi.org/10.1080/00378941.1888.10828511, lire en ligne, consulté le 29 septembre 2021)
- Dominique Luizet, « Sur des Orchis Hybrides, provenant du croisement de L'Acras Antropophora R. Br. et de L'Orchis Militaris L., découverts à Fontainebleau, le 30 mai 1889, MM. Guignard et D. Luizet », Bulletin de la Société botanique de France, vol. 36, no 6,‎ 1889, p. 314-316 (DOI https://doi.org/10.1080/00378941.1889.10830468, lire en ligne, consulté le 29 septembre 2021)
- Dominique Luizet, « Contribution à l'étude des Saxifrages du groupe des Dactyloides Tausch (Préliminaires) », Bulletin de la Société botanique de France, vol. 57, no 7,‎ 1910, p. 525-534 (DOI https://doi.org/10.1080/00378941.1910.10832258, lire en ligne, consulté le 29 septembre 2021)
- Dominique Luizet, « Contribution à l'étude des Saxifrages du groupe des Dactyloides Tausch (2e article) », Bulletin de la Société botanique de France, vol. 57,‎ 1910, p. 547-556 (lire en ligne, consulté le 29 septembre 2021)
- Dominique Luizet, « Contribution à l'étude des Saxifrages du groupe des Dactyloides Tausch (3e article) », Bulletin de la Société botanique de France, vol. 57,‎ 1910, p. 595-603 (lire en ligne, consulté le 29 septembre 2021)
- Dominique Luizet, « Remarque complémentaire à propos de ses notes sur les Saxifrages », Bulletin de la Société botanique de France, vol. 58, no 1,‎ 1911, p. 18-19 (DOI https://doi.org/10.1080/00378941.1911.10831435, lire en ligne, consulté le 29 septembre 2021)
- Dominique Luizet, « Contribution à l'étude des Saxifrages du groupe des Dactyloides Tausch. (4° article) », Bulletin de la Société botanique de France, vol. 58, no 3,‎ 1911, p. 227-236 (DOI https://doi.org/10.1080/00378941.1911.10832310, lire en ligne, consulté le 29 septembre 2021)
- Dominique Luizet, « Contribution à l'étude des Saxifrages du groupe des Dactyloides Tausch. (5e  article) », Bulletin de la Société botanique de France, vol. 58, no 3,‎ 1911, p. 365-372 (DOI https://doi.org/10.1080/00378941.1911.10832332, lire en ligne, consulté le 29 septembre 2021)
- Dominique Luizet, « Contribution à l'étude des Saxifrages du groupe des Dactyloides Tausch (Suite).(6e article) », Bulletin de la Société botanique de France, vol. 58, no 4,‎ 1911, p. 403-412 (DOI https://doi.org/10.1080/00378941.1911.10831443, lire en ligne, consulté le 29 septembre 2021)
- Dominique Luizet, « Contribution à l'étude des Saxifrages du groupe des Dactyloides Tausch (7° article) », Bulletin de la Société botanique de France, vol. 58, no 6,‎ 1911, p. 637-644 (DOI https://doi.org/10.1080/00378941.1911.10832366, lire en ligne, consulté le 29 septembre 2021)
- Dominique Luizet, « Contribution à l'étude des Saxifrages du groupe des Dactyloides Tausch (8e article) », Bulletin de la Société botanique de France, no 58,‎ 1911, p. 713-717 (lire en ligne, consulté le 29 septembre 2021)
- Dominique Luizet, « Contribution à l'étude des Saxifrages du groupe des Dactyloides Tausch. (9e article) », Bulletin de la Société botanique de France, vol. 59, no 1,‎ 1912, p. 42-51 (DOI https://doi.org/10.1080/00378941.1912.10832381, lire en ligne, consulté le 29 septembre 2021)
- Dominique Luizet, « Contribution à l'étude des Saxifrages du groupe des Dactyloides Tausch. (10° article) », Bulletin de la Société botanique de France, vol. 59, no 2,‎ 1912, p. 120-129 (DOI https://doi.org/10.1080/00378941.1912.10832394, lire en ligne, consulté le 29 septembre 2021)
- Dominique Luizet, « Contribution à l'étude des Saxifrages du groupe des Dactyloides Tausch. (11e article) », Bulletin de la Société botanique de France, vol. 59, no 2,‎ 1912, p. 148-157 (DOI https://doi.org/10.1080/00378941.1912.10832400, lire en ligne, consulté le 29 septembre 2021)
- Dominique Luizet, « Contribution à l'étude des Saxifrages du groupe des Dactyloides Tausch. (12e article) », Bulletin de la Société botanique de France, vol. 59, no 6,‎ 1912, p. 529-537 (DOI https://doi.org/10.1080/00378941.1912.10832464, lire en ligne, consulté le 29 septembre 2021)
- Dominique Luizet, « Contribution à l'étude des Saxifrages du groupe des Dactyloides Tausch (13e article) », Bulletin de la Société botanique de France, vol. 59, no 8,‎ 1912, p. 681-685 (DOI https://doi.org/10.1080/00378941.1912.10832493, lire en ligne, consulté le 29 septembre 2021)
- Dominique Luizet, « Réponse aux observations de M. Rouy, concernant le Saxifraga Prostiana Ser. et le Saxifraga pubescens Pourr. », Bulletin de la Société botanique de France, vol. 60, no 1,‎ 1913, p. 20-22 (DOI https://doi.org/10.1080/00378941.1913.10836565, lire en ligne, consulté le 29 septembre 2021)
- Dominique Luizet, « Contribution à l'étude des Saxifrages du groupe des Dactyloides Tausch. (14e article) », Bulletin de la Société botanique de France, vol. 60, no 1,‎ 1913, p. 32-39 (DOI https://doi.org/10.1080/00378941.1913.10836569, lire en ligne, consulté le 29 septembre 2021)
- Dominique Luizet, « Contribution à l'étude des Saxifrages du groupe des Dactyloides Tausch. (15e  article) », Bulletin de la Société botanique de France, vol. 60, no 2,‎ 1913, p. 58-64 (DOI https://doi.org/10.1080/00378941.1913.10836576, lire en ligne, consulté le 29 septembre 2021)
- Dominique Luizet, « Contribution à l'étude des Saxifrages du groupe des Dactyloides Tausch. (16e article) », Bulletin de la Société botanique de France, vol. 60, no 2,‎ 1913, p. 106-113 (DOI https://doi.org/10.1080/00378941.1913.10836585, lire en ligne, consulté le 29 septembre 2021)
- Dominique Luizet, « Addition à l'étude du Saxifraga ladanifera Lap. », Bulletin de la Société botanique de France, vol. 60, no 2,‎ 1913, p. 175-177 (DOI https://doi.org/10.1080/00378941.1913.10836598, lire en ligne, consulté le 29 septembre 2021)
- Dominique Luizet, « Contribution à l'étude des Saxifrages du groupe des Dactyloides Tausch. (17e article) », Bulletin de la Société botanique de France, vol. 60, no 4,‎ 1913, p. 297-304 (DOI https://doi.org/10.1080/00378941.1913.10836624, lire en ligne, consulté le 29 septembre 2021)
- Dominique Luizet, « Contribution à l'étude des Saxifrages du groupe des Dactyloides Tausch (18e  article) », Bulletin de la Société botanique de France, vol. 60, no 4,‎ 1913, p. 371-376 (DOI https://doi.org/10.1080/00378941.1913.10836635, lire en ligne, consulté le 29 septembre 2021)
- Dominique Luizet, « Additions à l'étude de quelques Saxifrages de la section des Dactyloides Tausch », Bulletin de la Société botanique de France, vol. 60, no 4,‎ 1913, p. 409-414 (DOI https://doi.org/10.1080/00378941.1913.10836643, lire en ligne, consulté le 29 septembre 2021)
- Dominique Luizet, « Présentation du Saxifraga ciliaris Lap. », Bulletin de la Société botanique de France, vol. 60, no 4,‎ 1913, p. 435-436 (DOI https://doi.org/10.1080/00378941.1913.10836649, lire en ligne, consulté le 29 septembre 2021)
- Dominique Luizet, « Contribution à l'étude des Saxifrages du groupe des Dactyloides Tausch. (19e article) », Bulletin de la Société botanique de France, vol. 62,‎ 1915, p. 145-151 (lire en ligne, consulté le 29 septembre 2021)
- Dominique Luizet, « Contribution à l'étude des Saxifrages du groupe des Dactyloides Tausch. (20e article) », Bulletin de la Société botanique de France, vol. 64, nos 1-9,‎ 1917, p. 46-53 (DOI https://doi.org/10.1080/00378941.1917.10836005, lire en ligne, consulté le 29 septembre 2021)
- Dominique Luizet, « Contribution à l'étude des Saxifrages du groupe des Dactyloides Tausch. (21e article) », Bulletin de la Société botanique de France, vol. 64, nos 1-9,‎ 1917, p. 75-83 (DOI https://doi.org/10.1080/00378941.1917.10836013, lire en ligne, consulté le 29 septembre 2021)
- Dominique Luizet, « Contribution à l'Étude des Saxifrages du groupe des Dactyloides Tausch. (22e article) », Bulletin de la Société botanique de France, vol. 64, nos 1-9,‎ 1917, p. 103-110 (DOI https://doi.org/10.1080/00378941.1917.10836017, lire en ligne, consulté le 29 septembre 2021)
- Dominique Luizet, « Contribution à l'étude des Saxifrages du groupe des Dactyloides Tausch. (23e Article. Première partie) », Bulletin de la Société botanique de France, vol. 65, nos 1-9,‎ 1918, p. 83-89 (DOI https://doi.org/10.1080/00378941.1918.10836053, lire en ligne, consulté le 29 septembre 2021)
- Dominique Luizet, « Contribution à l'étude des Saxifrages du groupe des Dactyloides Tausch. (23e Article, Deuxième partie) », Bulletin de la Société botanique de France, vol. 65, nos 1-9,‎ 1918, p. 94-101 (DOI https://doi.org/10.1080/00378941.1918.10836056, lire en ligne, consulté le 29 septembre 2021)
- Dominique Luizet, « Contribution à l'étude des Saxifrages du groupe des Dactyloides Tausch (24e Article) », Bulletin de la Société botanique de France, vol. 65, nos 1-9,‎ 1918, p. 103-116 (DOI https://doi.org/10.1080/00378941.1918.10836059, lire en ligne, consulté le 29 septembre 2021)
- Dominique Luizet, « Un Saxifraga nouveau dans la section des Dactyloides Tausch », Bulletin de la Société botanique de France, vol. 71, no 3,‎ 1924, p. 678-681 (DOI https://doi.org/10.1080/00378941.1924.10836972, lire en ligne, consulté le 29 septembre 2021)
- Dominique Luizet, « Une variété nouvelle du Saxifraga exarata Vill. », Bulletin de la Société botanique de France, vol. 71, no 4,‎ 1924, p. 782-783 (DOI https://doi.org/10.1080/00378941.1924.10836983, lire en ligne, consulté le 29 septembre 2021)
- Dominique Luizet, « Note sur le Saxifraga Litardierei Luiz », Bulletin de la Société botanique de France, vol. 75, no 4,‎ 1928, p. 787-788 (DOI https://doi.org/10.1080/00378941.1928.10837106, lire en ligne, consulté le 29 septembre 2021)
- Dominique Luizet, « Additions à l'étude des Saxifrages de la section des Dactyloides Tausch. », Bulletin de la Société botanique de France, vol. 76, no 4,‎ 1929, p. 764-768 (DOI https://doi.org/10.1080/00378941.1929.10836308, lire en ligne, consulté le 29 septembre 2021)
- Dominique Luizet et Maixent Guétrot (Monographie posthume), « Monographie des hybrides de saxifrages dactylites dits dactyloïdes », dans Maixent Guétrot, Plantes hybrides de France : 1929-1931, vol. 5-7, Gap, Imprimerie Louis Jean, 1931 (présentation en ligne)